# Jean le Bigre
 (novembre 2019).
Si vous disposez d'ouvrages ou d'articles de référence ou si vous connaissez des sites web de qualité traitant du thème abordé ici, merci de compléter l'article en donnant les références utiles à sa vérifiabilité et en les liant à la section « Notes et références ».
Jean Le Bigre (ou Lebigre) est un prélat breton de la fin du XVe siècle début du XVIe siècle.

## Biographie
Issu d’une famille noble, d’origine bretonne, l’homme n’est que très peu connu ; ainsi ses dates de naissance et de décès sont-elles ignorées. 
Son parcours de haut dignitaire ecclésiastique est en revanche un peu mieux renseigné. Par le nombre des grâces obtenues, sa biographie montre un prélat proche de la papauté. 
Nommé entre 1475 et 1478 par l’archevêque Pierre de Laval, vicaire général de Reims. Licencié en décret et protonotaire apostolique, il est promu quelques années plus tard, le 27 novembre 1487, évêque de Toulon par Innocent VIII. Mais, il administrait déjà cet évêché par simple délégation depuis le 14 octobre 1485. Il attendit ainsi deux années sa nomination effective, délai qu’il fallut à son prédécesseur, transféré à Fréjus, pour prendre possession de sa nouvelle Église. 
Les années 1490 ont été pour lui celles d’une intense activité de cumul et de permutation bénéficiale. Deux diocèses semblent avoir particulièrement retenu son attention : ceux de Tours et de Poitiers. Chanoine prébendé et écolâtre du chapitre de Bordeaux, il permuta ce bénéfice pour celui d’archiprêtre d’Outre-Loire (diocèse de Tours). Dans ce diocèse, le 19 juillet 1493, le pape Alexandre VI lui conféra l’église paroissiale de Vellèche. Le 22 mai 1490, il obtint la paroisse de Notre-Dame-d’Échiré (diocèse de Poitiers), et il est en 1491 en titre du prieuré de Saint-Gaudent à Niort 30. Par ailleurs, toujours à la même époque, il est attesté comme archidiacre de Dinan (diocèse de Saint-Malo). Le 21 décembre 1497, démissionnaire de l’Église de Toulon, Jean Lebigre devint titulaire de l’archevêché de Tarse. 
Dignitaire ecclésiastique de haut rang familier de l’administration papale, il n’en demeure pas moins proche de la cour de France, ce dont témoigne le serment de fidélité qu’il prêta à Charles VIII, le 20 janvier 1494, en sa qualité d’évêque de Toulon.